# コミチバシリ
コミチバシリ（小道走、学名Geococcyx velox）は、カッコウ目・カッコウ科・ミチバシリ属に分類される鳥。

## 分布
- メキシコ南西部、シエラマドレ西部、北部中央アメリカおよびユカタン半島北部。

## 形態
体長は50cm程度。
オオミチバシリより全体的に小さく、羽色は似るが、眼の周りの彩羽は地味で赤い部分も少ない。

## 生態
果物、種子、小さな爬虫類、両生類、昆虫などを食べる雑食。
車に轢き殺された動物の死骸などを求めて、道路に出没することもある。